# Indulf
Indulf (?–962 Cuilén nebo St Andrews) byl synem Konstantina II. a od roku 954 král království Alba, které se rozkládalo na území Skotska.
Středověký skotský kronikář John Fordun (před rokem 1360 – asi roku 1384) předpokládal, že Indulf byl v době vlády svého předchůdce na skotském trůnu Malcolma panovníkem království Strathclyde. Tento názor vycházel ze skutečnosti, že se království Strathclyde stalo součástí království Alba ve 40. letech 10. století. Tento názor ale v současnosti není přijímán.
Kronika králů Alby uvádí, že Edinburgh byl v té době přenechán Skotům, což by naznačovalo, že ho Indulf ovládl. Nicméně se zdá, že se spíše jednalo o postupný proces než o jednorázovou akci.
Indulf podle Chronicon Scotorum zemřel roku 962 a Kronika králů Alby uvádí, že byl zabit v boji s vikingy nedaleko Cuilénu v bitvě u Bauds. Prophecy of Berchán naopak uvádí, že zemřel v klášteře v St Andrews jako jeho otec. Pohřben byl na Ioně, malém ostrově souostroví Vnitřní Hebridy.
Jeho nástupcem se stal Dubh, syn jeho předchůdce. Jeho synové Cuilén a Amlaíb se později stali králi. Jeho třetí syn Eochaid byl zabit spolu s Cuilénem roku 971 v boji „proti mužům ze Strathclyde“.